# Полосчатая плетевидка
Полосчатая плетевидка (лат. Ahaetulla fasciolata) — вид змей из семейства ужеобразных, обитающий в Юго-Восточной Азии.

## Описание
Общая длина достигает 1,4 м. Окраска коричневатая или кремовая с большим количеством слабо заметных тёмных поперечных полос. Голова вытянутая с рисунком из многочисленных коричневых точек и пятнышек. Брюхо светлого цвета с тёмными продольными полосами по краям брюшных щитков.
Яд слаботоксичен.

## Образ жизни
Населяет первичные и вторичные дождевые тропические леса. Встречается на высоте от уровня моря до 1000 м над уровнем моря. Активна днём, всю жизнь проводит на деревьях. Питается лягушками и ящерицами.

## Размножение
Это яйцеживородящая змея. Самка рождает до 5—7 детенышей.

## Распространение
Обитает на островах Калимантан, Суматра, на материковой части Малайзии, в Сингапуре и Таиланде. 